# Висоне (Бреша)
Висоне је насеље у Италији у округу Бреша, региону Ломбардија.
Према процени из 2011. у насељу је живело 212 становника. Насеље се налази на надморској висини од 863 м.